# Hope Island, Queensland
Hope Island är en förort till Brisbane i Queensland, Australien. Det är en populär ort på grund av närheten både till Gold Coasts stränder och till Brisbane. En stor del av orten är ett så kallat grindsamhälle med faciliteter såsom småbåtshamn, pool, golf och tennis. Ortsnamnet är uppkallat efter aristokraten Louis Hope, vilken tilldelades ett stycke land vid mynningen av Coomera River som erkännande för dennes bidrag till utvecklingen av sockerindustrin i regionen.